# Mariška Holoubek Funjak
Mariška Holoubek Funjak (Szariszap, Mađarska 1904. – Koprivnica, 3. ožujka 1993.) - hrvatska glazbenica najpoznatija kao članica glazbenog sastava "Mariška band"
Rođena je u Mađarskoj 1904. godine. Otac joj je bio Čeh i violinist u vojnom orkestru, a majka Mađarica. Od njene 5 godine, otac je učio Marišku svirati glazbene instrumente. Obitelj se u Mariškinoj ranoj mladosti preselila u Koprivnicu. U Zagrebu je učila svirati violinu u srednjoj glazbenoj školi. Naučila je svirati i klavir i harmoniku. Desetljećima je besplatno poučavala sviranje tih triju instrumenata i odgojila je velik broj glazbenika, od kojih su neki ostvarili i zavidne karijere. Aktivno se počela baviti glazbom 1960. godine u zrelim godinama. Nastupala je u velikom broju glazbenih sastava, svirajući uglavnom podravske pjesme. Početkom 80.-ih godina 20. stoljeća osnovala je glazbeni sastav "Mariška band" koji je stekao veliku popularnost u središnjoj Hrvatskoj i šire. Ostali članovi sastava bili su puno mlađi od nje. Svirali su podravsku glazbu nadahnutu američkom country glazbom te šlagere i evergrine. Sastav je postojao oko 7 godina, tijekom kojih su održali oko 50 koncerata u Hrvatskoj i Sloveniji. O "Mariška bandu", hrvatski režiser Petar Krelja snimio je istoimeni dokumentarni film 1985. godine, koji je osvojio mnoge nagrade i postao klasik hrvatskog dokumentarnog filma. Mariška je svirala i poučavala mlade do kraja svog života. Živjela je u središtu Koprivnice, a preminula je u 90. godini života u domu umirovljenika.